# Heterofobija
Heterofobija (od grč. heteros koja znači različito, i phóbos koja znači strah) ili heteronegativizam u najraširenijoj uporabi označava diskriminaciju ili odbojnost prema heteroseksualnosti ili osobama koje pokazuju privlačnost uglavnom prema osobama suprotnog spola, uobičajeno u kontekstu da to čine homoseksualne ili biseksualne osobe, koje se prema tome nazivaju heterofobi. 
Pojam se u raznim područjima znanosti katkad koristi u značenju „straha od različitog” i katkad uz pojam homofilije, a u kontekstu diskriminacije nad seksualnosti, kao koncept analogan homofobiji, javlja se 1990. godine u časopisu Esquire.